# Андрейково (Комьянское муниципальное образование)
Андрейково — деревня в Грязовецком районе Вологодской области на реке Лухта.
Входит в состав Комьянского муниципального образования, с точки зрения административно-территориального деления — в Комьянский сельсовет.
Расстояние по автодороге до районного центра Грязовца — 24,1 км, до центра муниципального образования Хорошево — 8,5 км. Ближайшие населённые пункты — Аннинское, Семенково, Арефино.
По переписи 2002 года население — 7 человек.